# Distretto di Dabancheng
Il distretto di Dabancheng (达坂城区S, Dábǎnchéng QūP) è un distretto della Cina, situato nella regione autonoma di Xinjiang e amministrato dalla prefettura di Ürümqi.